# Slime & Reason
Slime & Reason ist das sechste Album des britischen Rappers Roots Manuva. Es erschien am 1. September 2008 über das Plattenlabel Big Dada Recordings.

## Titelliste
1. Again & Again
2. C.R.U.F.F.
3. Do Nah Bodda Mi
4. Let The Spirit
5. Kick Up Ya Feet
6. A Man’s Talk
7. Buff Nuff
8. It’s Me Oh Lord
9. 2 Much 2 Soon
10. Do 4 Self
11. The Show Must Go On
12. I’m A New Man
13. Well Alright
14. The Struggle

## Rezeption

### Chartplatzierungen
Slime & Reason stieg auf Platz 22 der britischen Album-Charts ein. Die Veröffentlichung konnte sich zwei Wochen in den Charts des Vereinigten Königreichs halten. In Frankreich belegte Slime & Reason Position 127 der Album-Charts.

### Kritik
Die E-Zine Laut.de bewertete Slime & Reason mit fünf von möglichen fünf Punkten. Aus Sicht der Redakteurin Dani Fromm beherrsche Manuva den „Spagat zwischen wegweisenden musikalischen Neuentwicklungen und gleichzeitiger Wahrung der [Wurzeln wie] kaum einer in ähnlicher Weise.“ Der Rapper bewege sich in „Breakbeat-, Drum'n'Bass- und Jungle-Gefilden.“ Zudem „herrschen unverkennbar Reggae- und Dancehall-Einflüsse.“ Auf Slime & Reason treffen „Dub-typisch wabernde Klänge […] auf schräge Töne, knarzende Bässe, simple Melodiefolgen und hallende Drums.“ Roots Mauvas Vortrag oszilliere zwischen „Rap und Toasting.“ Zudem unternehme er in It's Me Oh Lord „einen Abstecher in Spoken Word-Regionen.“ Dagegen verfolge er in Kick Up Your Foot „eher Oldschool-Rap-Ansätze.“